# Pingasa gracilis
Pingasa gracilis là một loài bướm đêm trong họ Geometridae.